# مقاطعة بوكس بوتي (نبراسكا)
مقاطعة بوكس بوتي (بالإنجليزية: Box Butte County)‏ هي إحدى مقاطعات ولاية نبراسكا في الولايات المتحدة الأمريكية.